# Richacls
Richacls je implementace NFSv4 ACL, která byla rozšířena o souborové masky, aby více splňovala standardní POSIX model souborových práv.
Dnes nabízí komplexnější model oprávnění pro systém souborů ext4 v operačním systému Linux. Kvůli přesahu specifikace ACL v POSIXu není možné přejít zpět z Richacls bez ztráty informací. 
Hlavní výhodou je rozlišení mezi právy na zápis a přepsání a také mezi právy na smazání a smazání potomků.
Používají se rozšířené atributy(xattrs) ext4 pro uložení ACL. Záznamy v ACL se nazývají ACE (Access Control List Entry).

## Podpora v Linuxovém Kernelu
V poslední verzi oficiálního linuxového kernelu není pro Richacls zabudována podpora. Pro zprovoznění je možné využít jednoho z následujících postupů:
- Aplikovat dodatečný patch kernelu a následně vlastní kernel zkompilovat. Patch je ke stažení na domovské stránce projektu
- Použít linuxovou distribuci, která tento patch již obsahuje, například OpenSUSE verze 11.3 a vyšší.

Na ověření, zda váš systém má podporu pro Richacls, lze ve většině případů využít následujícího příkazu do konzole:
```
$ 
cat
 
/boot/config-
`
uname
 
-r
`
 
|
 
grep
 
RICHACL

```

Výstup by měl odpovídat:
```
CONFIG_EXT4_FS_RICHACL=y

CONFIG_FS_RICHACL=y

```

## Aktivace Richacls
Jakmile máte v systému podporu Richacls, můžete je aktivovat na určitých souborových systémech. Následující příklad ukazuje aktivaci na root filesystému.
```
$ 
mount
 
-o
 
remount,richacl
 
/

```

Ověření příkazem do konzole:
```
$ 
mount
 
|
 
grep
 
" / "

```

a výsledek odpovídající aktivovaným Richacls:
```
/dev/sda1 on / type ext4 (rw,richacl)

```

Richacls mohou být také aktivovány permanentně přidáním parametru richacl do konkrétního záznamu v /etc/fstab.

## Manipulace s ACL

### Nástroje pro manipulaci s Richacl
Pro manipulaci s Richacl záznamy se využívá utility richacl, dostupné na domovské stránce projektu. Tímto nástrojem lze provádět většinu základních operací pro specifické soubory a složky, jako například: 
- zobrazit ACL
- nastavit ACL
- změnit jednotlivá ACE
- odebrat ACL
- zobrazit aktuální oprávnění určitého uživatele nebo skupiny

### Formát Richacl ACE
Formát jednotlivých záznamů v ACL koresponduje s: <kdo>:<maska oprávnění>:< příznak>:<typ>. 
Kde hodnota <kdo> může nabývat:
- ID uživatele nebo skupiny
- owner@ - vlastník
- group@ - skupina
- everyone@ - všichni

Hodnoty se symbolem @ jsou použity pro definování oprávnění pro vlastníka, vlastnící skupinu a ostatní.
<maska oprávnění>, je nastavena 16 bity oprávnění (podle NFSv4 resp. NFSv4.1 specifikace), ale pět z nich není implementováno. Význam jednotlivých bitů je popsán v následující tabulce:
| název bitu           | symbol                         | popis                                                                                |
| -------------------- | ------------------------------ | ------------------------------------------------------------------------------------ |
| READ_DATA            | r                              | Čtení                                                                                |
| WRITE_DATA           | w                              | Zápis                                                                                |
| APPEND_DATA          | a                              | Write to a file in O_APPEND mode                                                     |
| LIST_DIRECTORY       | r                              | Zobrazení obsahu složky                                                              |
| ADD_FILE             | a                              | Vytvoření souboru ve složce                                                          |
| ADD_SUBDIRECTORY     | a                              | Vytvoření podsložky ve složce                                                        |
| DELETE_CHILD         | d                              | Smazání souboru nebo složky z podsložky                                              |
| EXECUTE              | x                              | Spuštění souboru, Traverse a directory                                               |
| DELETE               | d                              | Smazání souboru samotného, bez DELETE_CHILD nastaveného u rodiče                     |
| READ_ATTRIBUTES      | T                              | Načíst stat() informace objektu Vždy povolené                                        |
| WRITE_ATTRIBUTES     | t                              | Nastavení atime/mtime objektu                                                        |
| READ_ACL             | M                              | Čtení ACL objektu Vždy povolené                                                      |
| WRITE_ACL            | m                              | Nastavení ACL a POSIX módu objektu                                                   |
| WRITE_OWNER          | o                              | Převzetí vlastníka objektu Nastavení vlastnící skupiny objektu na jedno z vašeho GID |
| SYNCHRONIZE          | Uloženo, ale neinterpretováno. | Uloženo, ale neinterpretováno.                                                       |
| READ_NAMED_ATTRS     | Uloženo, ale neinterpretováno. | Uloženo, ale neinterpretováno.                                                       |
| WRITE_NAMED_ATTRS    | Uloženo, ale neinterpretováno. | Uloženo, ale neinterpretováno.                                                       |
| WRITE_RETENTION      | Uloženo, ale neinterpretováno. | Uloženo, ale neinterpretováno.                                                       |
| WRITE_RETENTION_HOLE | Uloženo, ale neinterpretováno. | Uloženo, ale neinterpretováno.                                                       |

< příznak> může nabývat hodnot:
| název příznaku           | symbol příznaku | popis                        |
| ------------------------ | --------------- | ---------------------------- |
| FILE_INHERIT_ACE         | f               | Nové soubory podědí tyto ACE |
| DIRECTORY_INHERIT_ACE    | d               | Nové složky podědí tyto ACE  |
| NO_PROPAGATE_INHERIT_ACE | n               |                              |
| INHERIT_ONLY_ACE         | i               |                              |
| IDENTIFIER_GROUP         | g               | Dané <kdo> ID je skupinou    |
| INHERITED_ACE            | a               |                              |

Hodnoty <typ> jsou pouze ALLOW nebo DENY. NFSv4 specifikace používá také AUDIT a ALARM ACE typ, ty jsou akceptovány a uloženy, ale nejsou v Richacls implementovány.
DENY ACE má nejvyšší prioritu.

## Příklad použití
```
$ 
richacl
 
--get
 
/srv/files/exchange

/srv/files/exchange:

        owner@:rwa-dtD------:fd:allow

        owner@:---x---------:d:allow

    powerusers:rwa----------:fdg:allow

    powerusers:---x---------:dg:allow

 storageadmins:rwa-dtDmo----:fdg:allow

 storageadmins:---x---------:dg:allow

```

Výše uvedený příklad definuje takovou politiku oprávnění, která povoluje všem uživatelům ze skupiny powerusers čtení, zápis a přepis souborů v /srv/files/exchange/ a podsložkách.
Dále uživatelé ve skupině powerusers mohou mazat své soubory a adresáře (včetně jejich obsahu).
Navíc uživatelé skupiny storageadmins smí manipulovat s daty libovolně. Mohou také modifikovat ACL.
Ostatní uživatelé nemají do daného adresáře přístup vůbec.
Tento model je nerealizovatelný za použití POSIXových ACL a to i se sticky bitem, kvůli potřebné dědičnosti práv.